# Bhímráo Rámdzsí Ámbédkar
Bhímráo Rámdzsí Ámbédkar (maráthi: भीमराव रामजी आंबेडकर) (IPA:[bʱiːmraːw raːmdʑiː aːmbeːɽkər]; 1891. április 14. – 1956. december 6.) híveitől kapott tiszteletnevén Bábászáhéb (बाबासाहेब , Apámuram), indiai jogász, közgazdász, politikus és társadalmi reformer, az indiai érinthetetlenek (dalitok), a nők és a munkások jogaiért folyó mozgalom vezéralakja, buddhista szent. A független India első igazságügyi minisztere, India alkotmányának megtervezője.

## Élete és munkássága
Ámbédkar kiváló tanuló volt, jogi diplomát és különböző tudományos fokozatokat szerzett a Columbia Egyetemen és a London School of Economicson, kutatói hírnévre tett szert a jog, a közgazdaság és a politika tudományaiban. Pályája kezdetén közgazdász, egyetemi tanár és jogász volt. Később a politikai tevékenysége került előtérbe, részt vett hazája függetlenségéért folyó tárgyalásokban, sokat érvelt a sajtóban az érinthetetlenek jogaiért és szabadságáért, s jelentősen hozzájárult az Indiai Állam megteremtéséhez. 1956-ban áttért a buddhista hitre, és elindította a hindu kasztokon kívüli páriák, a dalitok tömeges áttérését a Buddha vallására.
1990-ben, halála után 34 évvel India legmagasabb kitüntetését, a Bhárat Ratna (भारत रत्‍न) érdemrendet ítélték neki.[4] Ámbédkar örökségéhez tartozik képeinek és szobrainak népi kultusza: utcákon és tereken, középületeken és egyszerű kertkapuk, sőt hitvesi ágyak fölött.

## Gyermekkora
Ámbédkar a hindu हिंदू kasztrendszer alatt elhelyezkedő, kitaszított Mahár महार (dalit) kasztba született a Központi Tartományokban, Maú (Mhow मऊ) város katonai laktanyájában (a mai Madhja Prades मध्य प्रदेश szövetségi államban).[5] Legkisebb fiú volt tizennégy testvére közül. Apja Rámdzsí Málódzsí Szakpál, az angol indiai hadsereg tisztje hadnagyi (szúbédár) rangban.[6] Családja maráthi nyelven beszélt, Ambávadé faluból अंबावडे नगर származott (Mandangad járás, Ratnágirí रत्नागिरी megye), a mai Mahárástra महाराष्ट्र szövetségi államból. Társadalmi csoportja, a Mahár kaszt a kitaszított érinthetetlenek sorsában osztozott.[7] Ámbédkar felmenői azonban már régóta a Brit Kelet Indiai Társaság alkalmazásában álltak, így került édesapja az angol hadsereg kötelékébe.[8]
Édesapja a Kabir panth कबीर-पंथ vallási mozgalomhoz tartozott, s bátorította gyermekeit, hogy olvassák a hindu klasszikusokat. Katonai beosztásánál fogva el tudta érni, hogy gyermekei állami iskolákban tanuljanak a kasztjukat sújtó megkülönböztetés ellenére. A kitaszított kasztok gyermekei csak szegregált oktatásban vehettek részt, és kevés tanári figyelemben részesülhettek. Nem ülhettek be az osztályterembe. Vizet csak akkor ihattak, ha magasabb kasztbéli pedellus töltött nekik, mivel az érinthetetlen diákok nem érinthették a vizeskannát sem. Ámbédkar később írásaiban megemlékezik arról, hogy ha nem volt ott a pedellus, akkor ő gyerekkorában mindig szomjan maradt.[9] Iskolapad helyett a földön, egy kenderzsákon kellett ülnie, amit minden nap haza kellett vinnie.[10]
Édesapja 1894-ben nyugdíjba vonult, és a család két évvel később Szatárá सतारा városába költözött. Ámbédkar édesanyja nem sokkal később meghalt. A gyerekek nehéz körülmények közé, apai nagynénjükhöz kerültek. Csak Ámbédkarnak sikerült később középiskolába kerülni, mivel tehetségére korán felfigyelt egy bráhmin kasztbéli tanár. A fiú az általános iskolában, a kedvenc tanárától kapta új vezetéknevét.[11]
Ámbédkar Bombayban az Elphinstone Gimnáziumban aztán már az egyetlen érinthetetlen diák volt. 1906-ban, 15 éves korában megházasították egy kilencéves kislánnyal, Rámábáíval.[2] 1907-ben érettségizett, és – az érinthetetlen közösségből elsőként – beiratkozott az Elphinstone Főiskolára, mely a Bombayi Egyetemhez tartozott. Ezt az eseményt megünnepelte az egész közösség, s ebből az alkalomból a család barátja, Ardzsun Kéluszkar अर्जुन केलूसकर megajándékozta egy Buddha-életrajzzal, amelyet maga írt.[2]

## Közgazdasági és politológiai tanulmányok
1912-ben közgazdasági és politológiai diplomát szerzett a Bombayi Egyetemen. A következő év februárjában édesapja meghalt.[12]

### Columbia Egyetem
1913-ban az Egyesült Államokba ment. New York-i tanulmányaihoz a Columbia Egyetemen elnyerte a barodai maharadzsa ösztöndíját három évre havi 11.50 font-sterling összegben. M.A. szakdolgozatát közgazdaságtanból 1915-ben készítette el az ókori indiai kereskedelemről Ancient Indian Commerce címmel.
1916-ban befejezte második szakdolgozatát National Dividend of India – A Historic and Analytical Study (Indiai nemzeti többlet – történelmi és elemző tanulmány) címmel, később még megszerezte a DSc fokozatot is közgazdaságtanból 1917-ben[13] a harmadik szakdolgozatával, majd Londonba utazott. Május 9-én felolvasta újabb dolgozatát Alexander Goldenweiser antropológus szemináriumán Castes in India: Their Mechanism, Genesis and Development (Kasztok Indiában: működésük, létrejöttük és fejlődésük) címmel.

### London School of Economics
1916 októberében felvételt nyert a Gray's Innbe, és ugyanakkor a London School of Economicsba is, ahol doktori disszertációba kezdett. 1917 júniusában azonban kénytelen volt hazamenni Indiába, mert a barodai ösztöndíja lejárt. Megkapta az engedélyt, hogy négy év alatt nyújtsa be disszertációját az indiai rúpiáról. A London School of Economicson megszerezte a mesterfokozatot 1921-ben, majd 1923-ban a közgazdasági DSc fokozatot, és ugyanabban az esztendőben “called to the Bar” ügyvédi képesítést szerzett a Gray's Innben.
Több év alatt összevásárolt értékes könyvtára 1917-ben az első világháború áldozatává lett. A poggyászait szállító hajót egy német tengeralattjáró torpedója elsüllyesztette.[12]

## Diplomás, mégis érinthetetlen
Mivel Ámbédkar a barodai mahárádzsa ösztöndíját kapta meg, ott is kellett állást vállalnia. Kinevezték katonai titkárságvezetőnek, de hamarosan távozni kényszerült.[9] Magántanítványokat vállalt, könyvelt, üzleti tanácsadó irodát nyitott, de csődbe ment, amikor az ügyfelek megtudták, hogy érinthetetlen kasztból származik.[14] 1918-tól politikai gazdaságtant oktatott a Sydenham College of Commerce and Economics főiskolán Bombay-ben. Sikerei ellenére a többi professzor előítéletekkel viseltetett iránta, és idegenkedett tőle: a hindu vallás alapján megtagadták, hogy közös vizeskancsót használjanak érinthetetlen kollégájukkal.[15]
Ámbédkar meghívást kapott egy meghallgatásra a Southborough Committee nevű kormánybizottság elé, amely a Government of India Act 1919 törvényt készítette elő India kormányzásáról. Ezen a meghallgatáson Ámbédkar önálló választókerületek és előírt számú mandátumok biztosítása mellett érvelt az érinthetetlenek és más vallási közösségek számára.[16] 1920-ban hetilapot indított Bombay-ben Múknájak (Mooknayak – A némák vezetője) címmel II. Sáhú (Shahaji II शाहू 1874–1922), kolhápuri mahárádzsa segítségével.[17]

## Tüntetések
Jogvédőként a Bombay-i Fellebbviteli Bíróságon (Bombay High Court) sok ügyet vitt, emellett az érinthetetlenek oktatásáért is szervezőmunkába kezdett az Egyesület a Kitaszítottak Jólétéért (Bahiskrut Hitakáriní Szabhá; Bahishkrit Hitakarini Sabha बहिष्कृत हितकारिणी सभा) szervezet megalapításával.[19]
1927-től Ámbédkar mozgalmat indított az érinthetetlenséggel szemben. Akciókba kezdett a közkutak és a hindu templomok megnyitásáért az érinthetetlenek számára. Erőszakmentes ellenállást, szatjágrahát (सत्याग्रह) hirdetett Mahád községben, hogy kiharcolja az érinthetetlen közösség jogát a városi víztároló használatára.[23] 1927 végén Ámbédkar több ezer ember jelenlétében nyilvánosan elítélte és elégette a Manuszmruti (Manusmriti, मनुस्मृति) című hindú szentiratot, mivel abból merítik érveiket a hinduk az érinthetetlenség igazolására.[24][25]
1930-ban Ámbédkar útjára indította a Kálárám Templom-mozgalmat (काळा राम मंदिर सत्याग्रह). Erre a szatjágrahára három hónapon át készült. 15000 résztvevő gyűlt össze Násik (Nashik, नाशिक) városában. A körmenetet katonazenekar vezette, cserkészcsapat követte, népes asszonygyülekezet és férfiak hosszú menete zárta. Fegyelmezett emberek rendezett tömege érkezett, hogy életükben először megpillantsák az istenség szobrát a templom mélyén. A papok azonban nem nyitották meg az érinthetetlen hívők előtt a templom kapuját.[26]

## A punéi egyezmény

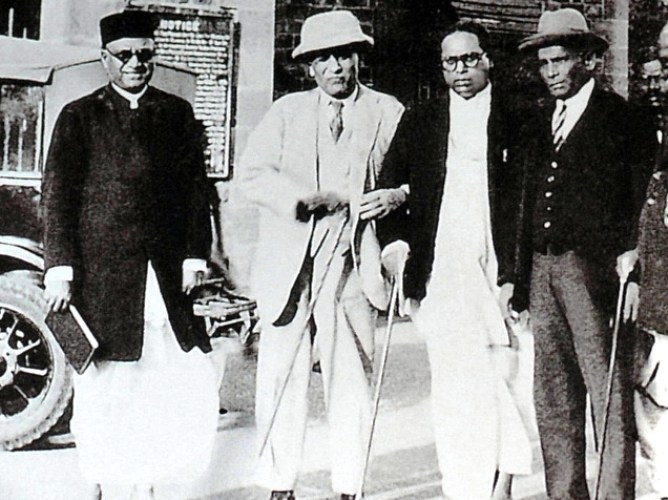
Ámbédkar, M. R. Jayakar és Tej Bahadur Sapru társaságában a Poona-i Jerwada börtönnél 1932 szeptember 24-én, a punéi egyezmény elfogadása napján

Tekintélye és támogatottsága alapján Ámbédkar meghívást kapott a londoni Kerekasztal Konferenciára (Round Table Conference) 1932-ben, amelyen India alkotmányos berendezkedését alakították ki az gyarmattartók és a függetlenségi mozgalom vezetői.[27] A Kerekasztal működésére árnyat vetett, hogy a tárgyalások idején Mahátma Gandhit az angolok fogva tartották. Amikor a Kerekasztalon az angolok egyetértésre jutottak Ámbédkarral az önálló választókörzetekben, és ezt bejelentették a Communal Award elnevezésű dokumentumban, Gandhinak nem volt módja kifejteni az ellenvéleményét. Tiltakozásul böjtölni kezdett a punéi Yerwada börtönben (येरवडा तुरुंग), ahol akkoriban fogva tartották.[28]
A böjt ötödik napján Ámbédkar meglátogatta Gandhit, akivel vitatkozni kezdett arról, hogy álságos dolog az írástudatlan elnyomottak politikai egyenlőségével bűvészkedni, ha valójában a kiváltságos kevesek döntenek. Önálló törvényhozási választókerületeket követelt. Az angol alkirály Dr Ámbédkar álláspontját támogatta, de bejelentette, hogy elfogadná a közös indiai álláspontot, ha lenne ilyen. Ha elmaradt volna a megegyezés, és Gandhi belehalt volna a böjtbe, a nép haragja az egyébként is megvetett páriák ellen fordult volna.[29] A börtönben alkotmányjogi megegyezés készült és Gandhi véget vetett az éhségsztrájknak. Dr Ámbédkar biztosítékokat kapott arra, hogy az elnyomottak valóban szóhoz jutnak a törvényhozásban.[30] A választójogi szabályok mellett még a halmozottan hátrányos helyzetű diákok tanulmányi ösztöndíjáról szóló pont is helyett kapott az egyezményben.

## Karrier
1935-ben Ámbédkart a Bombay-i kormányzati jogi főiskola igazgatójává nevezték ki.[31] Felesége, Rámábáí nem sokkal később elhunyt. Október 13-án Násik közelében a jéolái (Yeola येवला) konferencián Ámbédkar bejelentette, majd később többször is elismételte a vallással kapcsolatos szándékát: “Hindunak születtem, ez nem az én döntésem volt. Ünnepélyesen biztosítom Önöket, hogy nem fogok hinduként meghalni.”[31]
1936-ban Ámbédkar megalapította a Független Munkáspártot (Independent Labour Party). A párt elindult 1937-ben Bombay-ban a Központi Törvényhozó Gyűlés (Central Legislative Assembly) 13 biztosított és 4 általános mandátumáért, melyekből 11 illetve 3 helyet el is nyert.[32]
Ámbédkar ekkor jelentette meg A kaszt felszámolása (Annihilation of Caste) c. könyvét, melyben bírált hindú főpapokat, támadta az egész kasztrendszert[33], és Gandhit magát is. [34] Kik voltak a súdrák? (Who Were the Shudras?) című művében Ámbédkar megkísérelte megfejteni az érinthetetlenek eredetét. Ámbédkar az iszlámot is bírálta a Dél-Ázsiában általános gyermekházasság, a rabszolgaság és a nőkkel való bánásmód miatt.[36]
A második világháború idején szerepet vállalt a Védelmi Bizottságban (Defence Advisory Committee)[35] és az Alkirály Végrehajtó Tanácsában mint munkaügyi miniszter.[35]

## India Alkotmányának megtervezése

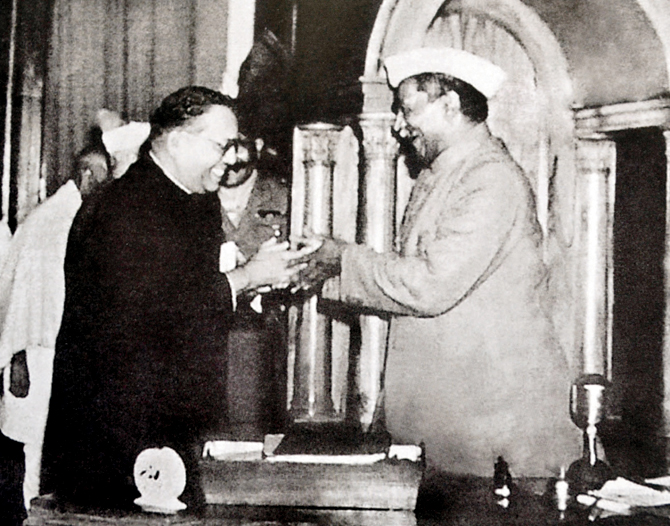
Ambedkar, mint az Alkotmányozó Bizottság elnöke, átadja a végleges javaslatot Rajendra Prasad köztársasági elnök számára 1949 november 25-én

A függetlenség elnyerésének napján, 1947. augusztus 15-én az új kormány meghívta Ámbédkart, hogy elsőként ő töltse be az igazságügyi miniszteri tisztséget, amit ő el is fogadott. Augusztus 29-én kinevezték az Alkotmányozó Bizottság élére, azzal, hogy meg kell írni az új alkotmányt az országnak.[37] Granville Austin úgy írta le az Ámbédkar által megtervezett indiai alkotmányt, mint elsősorban szociális dokumentumot, amelynek intézkedései egy társadalmi forradalom céljait rögzítik és azok végigvitelének feltételeit hozzák létre.[38]
Az Ámbédkar által készített szöveg alkotmányos garanciákat és védelmet nyújt a polgári szabadságjogok széles skálájának az állampolgár számára például a vallásszabadság terén. Eltörli az érinthetetlenséget, törvényen kívül helyezi a hátrányos megkülönböztetés minden formáját. Ámbédkar érvelt a nők kiterjesztett gazdasági és társadalmi jogai mellett, és ahhoz is elnyerte a nemzetgyűlés támogatását, hogy a közszolgálatban, iskolákban, főiskolákon biztosított helyek legyenek a listába vett kasztok és törzsek tagjainak, más elmaradott társadalmi osztályoknak, a későbbi pozitív diszkriminációhoz hasonló módon.[39] India törvényhozói ezekkel az intézkedésekkel kiirtani remélték a gazdasági és társadalmi egyenlőtlenségeket és az elnyomott osztályok hátrányos helyzetét.[40] Az Alkotmányt 1949. november 26-án fogadta el az Alkotmányozó Nemzetgyűlés.[41]
Ámbédkar 1951-ben mondott le miniszteri megbízatásáról, miután a Parlamentben elakadt az általa benyújtott Hindu Családjogi Törvény (Hindu Code Bill). Ez a törvényjavaslat igyekezett volna kiterjeszteni a nemek közötti egyenlőséget az öröklés és a házasság terén. Ámbédkart nagyon megviselte, hogy ezeket a reformokat a klerikális reakció megbuktatta.[42] Független jelöltként indult a választásokon Bombay-ban egy alsóházi (Lók Szabhá लोक सभा) mandátumért 1952-ben, de alulmaradt egy kevéssé ismert kongresszuspárti jelölttel szemben.[43][44][45] 1952 márciusában a kevés kinevezett mandátum egyikét kapta meg a Felső Házban (Rádzsja Szabhá राज्य सभा).[46]

## Második házasság
Ámbédkar első felesége 1935-ben hunyt el. Második felesége egy bráhmin orvosnő volt, Dr. Sáradá Kabír (शारदा कबीर), aki ápolta őt élete végéig.[61] Férjezett neve Szavitá Ámbédkar (सविता आंबेडकर).[3]

## Áttérése a buddhizmusra és halála
A dalitok öreg korában megbecsülésük jeléül Apámuramnak (Bábászáhéb) szólították. Ő azonban úgy látta, hogy bár mindenki tiszteli őt is, a törvényeit is, a hátrányos megkülönböztetés továbbra is fönnmaradt. 1956 októberében elhagyta a hindu vallást. Előtte sokat tanulmányozta a világ vallásait. Olyan hitet keresett, amely egybehangzik a józan ésszel, a modern tudománnyal, és amely szabadságot, egyenlőséget, testvériséget hirdet az emberek között. Fontos volt a számára, hogy a vallás ne eszményítse a szegénységet. Szempontjait a Mahá Bódhi Társaság kiadványának 1950. májusi számában tette közzé.
Ámbédkar arra is gondolt, hogy a szikh vallást vegye fel. A szikhek az elnyomásra úgy tekintenek, hogy az ellen küzdeni kell, s ez vonzó volt alacsony kasztbéli hindu vezetők számára. Ámbédkar találkozott is a szikh közösség vezetőivel, de úgy látta, hogy áttérése után – Stephen P. Cohen kutató kifejezésével élve – csak másodrendű szikh lehetne, ezért elvetette a gondolatot.[62]
Egész életében tanulmányozta a buddhizmust. 1950 körül már teljesen betöltötte az érdeklődését, és el is utazott Ceylonba (a mai Srí Lankára) a Buddhista Világszövetség (World Fellowship of Buddhists) ülésére,[63] majd pár évvel később hasonló célból Burmába.[65] Élete fő műve, a dalit „biblia”, A Buddha és az ő Dhammája (The Buddha and His Dhamma), 1956-ban készült el, de csak halála után látott napvilágot.[66]
Miután találkozott egy tekintélyes srí lankai buddhista szerzetessel (Hammalawa Saddhatissa,[67]) Ámbédkar úgy döntött, a 2500 évvel azelőtt élt indiai királyfi útját követi: a Buddha követője lesz. A szertartásra százezrek követték Nágpúr városába 1956. október 14-én.[64] Félmillió követőjével letett 22 fogadalmat (Bávísz Pratidzsnyá) a Három buddhista Menedék (Tiszarana) és az Öt Erény (Panycsa Szíla) után. Innen Nepálba utazott, hogy részt vegyen a Negyedik Buddhista Világtalálkozón.[65] Ott megtartott előadása, A Buddha és Marx Károly (The Buddha or Karl Marx), és a Forradalom és ellenforradalom az ókori Indiában (Revolution and counter-revolution in ancient India) c. műve befejezetlen formában jelent meg.[68]
December 6-án reggel, kezében tollal és fő művének kéziratával, Dr Ámbédkart halva találták.[64][69] Hamvasztásán a Dádar melletti Chowpatty tengerparton[70] félmillió gyászoló vett részt.[71] A szertartáson újabb félmillió ember vette föl a buddhista vallást.[72][72]
Születésnapja ma nemzeti ünnep (Ámbédkar dzsajantí). Évtizedekkel később részesült a legmagasabb indiai kitüntetésben (Bhárat Ratna).[77] Minden év december 6-án Nirvánába távozása évfordulóján Mumbaiban emlékeznek meg rá. Évente október 14-én (a Tan kerekének megforgatása napján) Nágpúrban ugyanígy félmilliós tömeg gyűlik össze.[78]

## Öröksége
Ámbédkar tevékenysége nagy hatással volt a modern India fejlődésére.[80][81] Megítélése a hinduk körében mégis erősen vitatott, mivel a hindu vallást hibáztatta a kasztrendszerért.[82] Áttérése a buddhizmus újjászületését jelentette a vallás szülőföldjén.[83] Sok közintézmény viseli a nevét, mint pl. a Dr. Babasaheb Ambedkar Nemzetközi Repülőtér Nágpúrban. Ámbédkart megszavazták „Legnagyobb indiai”-nak (Greatest Indian) 2012-ben a History TV18 és a CNN IBN közvélemény-kutatásán közel 20 millió szavazattal.[84][85] Amartya Sen Nobel-díjas közgazdász így fogalmazott: „Ámbédkar az én közgazdaságtudományom atyja”. Sen szerint „Ámbédkar saját hazájában viták középpontjában áll, de hozzájárulása a közgazdaság tudományához csodálatra méltó és időt álló.”[88][89] Barack Obama amerikai elnök 2010-ben beszélt az Indiai Parlamentben, és Ámbédkart mint nagy és tiszteletre méltó emberi jogi bajnokot, India Alkotmányának fő szerzőjét említette.[91]
Ámbédkar politikai filozófiája számos politikai párt, publikáció, szakszervezet ideológiai alapját vetette meg szerte Indiában, de különösen Mahárástra szövetségi államban. Sok indiai híve bódhiszattvának tekinti, bár ő ezt a címet soha nem igényelte.[93]

### Magyarországi hatása
Az ezredfordulón, Kelet-Közép-Európában, a magyarországi cigányok párhuzamot vontak saját helyzetük és India páriáinak helyzete között. Ámbédkar példáját követve egyre többen áttértek a buddhista vallásra.[94] A 2011-es népszámlálás szerint 616 cigány buddhista él Magyarországon.[105] Ámbédkar követőinek mozgalma, a Dzsaj Bhím Közösség 2007-ben egyházként került bejegyzésre Magyarországon Orsós János pedagógus vezetésével.[107] A közösség egyházi státusának megvonása 2011-ben[108] világszerte tiltakozásokat váltott ki. Az Európai Buddhista Unió 2011-ben vette fel tagjai közé az Ámbédkar-követő cigány buddhisták szervezetét. A buddhista cigányok gimnáziumot is alapítottak Sajókazán, Alsózsolcán és Miskolcon Dr. Ámbédkar Iskola néven.[106] A kezdeményezés a szomszédos Ausztriában és Szlovákiában is visszhangra talált. Anton Mölk, Hugo Klingler és Kurt Krammer osztrák támogató mozgalmat szervezett a roma gimnazisták számára.[forrás?] Szlovákiában a Szepsi városában élő cigányok Ámbédkar-követő szervezetet hoztak létre Csakra néven Hudák Milán Igor[109] ismert emberi jogi aktivista irányításával.[113]
2016. április 14-én, Sajókazán, a Dr. Ámbédkar Iskolában az Indiai Kulturális Kapcsolatok Tanácsának (ICCR) jóvoltából Őexcellenciája, Rahul Chhabra, India nagykövete adta át Bhímráo Rámdzsí Ámbédkar mellszobrát.[114]

## Fordítás
Ez a szócikk részben vagy egészben  a   Dr. B. R. Ambedkar University című angol Wikipédia-szócikk ezen változatának fordításán alapul.  Az eredeti cikk szerkesztőit annak laptörténete sorolja fel. Ez a jelzés csupán a megfogalmazás eredetét és a szerzői jogokat jelzi, nem szolgál a cikkben szereplő információk forrásmegjelöléseként.

### Angol, német nyelven
- ↑ 2:  (Columbia2) Pritchett, Frances: In the 1900s (PHP). (Hozzáférés: 2012. január 5.)
- ↑ 3:  Pritchett, Frances:  In the 1940s. www.columbia.edu (PHP).
- ↑ 4:  List Of Recipient Of Bharat Ratna (PDF). Ministry of Home Affairs Government of India. [2013. február 3-i dátummal az eredetiből archiválva]. (Hozzáférés: 2013. április 1.)
- ↑ 5:  Jaffrelot, Christophe. Ambedkar and Untouchability: Fighting the Indian Caste System. New York: Columbia University Press, 2. o. (2005). ISBN 0-231-13602-1
- ↑ 6:  (Columbia) Pritchett, Frances: In the 1890s (PHP). [2006. szeptember 7-i dátummal az eredetiből archiválva]. (Hozzáférés: 2006. augusztus 2.)
- ↑ 7:  Encyclopædia Britannica: Mahar. britannica.com. (Hozzáférés: 2012. január 12.)
- ↑ 8:  Ahuja, M. L.. Babasaheb Ambedkar, Eminent Indians : administrators and political thinkers. New Delhi: Rupa, 1922–1923. o. (2007). ISBN 8129111071. Hozzáférés ideje: 2013. július 17.
- ↑ 9:  (Waiting for Visa) Frances Pritchett: Waiting for a Visa, by B. R. Ambedkar. Columbia.edu. [2010. június 24-i dátummal az eredetiből archiválva]. (Hozzáférés: 2010. július 17.)
- ↑ 10:  KURIAN, SANGEETH. „Human rights education in schools”, The Hindu . [2013. november 3-i dátummal az eredetiből archiválva] (Hozzáférés: 2014. december 10.)
- ↑ 11:  (Ambavadekar) Bhim, Eklavya. outlookindia.com. [2010. augusztus 11-i dátummal az eredetiből archiválva]. (Hozzáférés: 2010. július 17.)
- ↑ 12:  (Columbia3) Pritchett, Frances: In the 1910s (PHP). (Hozzáférés: 2012. január 5.)
- ↑ 13:  http://c250.columbia.edu/c250_celebrates/remarkable_columbians/bhimrao_ambedkar.html
- ↑ 14:   Dr. Ambedkar: Life and Mission. Mumbai: Popular Prakashan, 37–38. o. [1954] (1971). ISBN 8171542379. OCLC 123913369
- ↑ 15:  ed Ian Harris. Buddhism and politics in twentieth-century Asia. Continuum International  Group
- ↑ 16:  (Tejani) Tejani, Shabnum. From Untouchable to Hindu Gandi, Ambedkar and Depressed class question 1932, Indian secularism : a social and intellectual history, 1890-1950. Bloomington, Ind.: Indiana University Press, 205–210. o. (2008). ISBN 0253220440. Hozzáférés ideje: 2013. július 17.
- ↑ 17:  (Jaffrelot)  Dr Ambedkar and Untouchability: Analysing and Fighting Caste. London: C. Hurst & Co. Publishers, 4. o. (2005). ISBN 1850654492
- ↑ 18:   Man of The Hour, Dr. Ambedkar: life and mission, Third Edition, Mumbai: Popular Prakashan Private Limited, 63–64. o. [1954] (1990). ISBN 81-7154-237-9. OCLC 123913369
- ↑ 19:  Dr. Ambedkar. National Campaign on Dalit Human Rights. [2012. október 8-i dátummal az eredetiből archiválva]. (Hozzáférés: 2012. január 12.)
- ↑ 20:  Benjamin, Joseph (2009. június 1.). „B. R. Ambedkar: An Indefatigable Defender of Human Rights”. FOCUS, Japan 56, Kiadó: Asia-Pacific Human Rights Information Center (HURIGHTS OSAKA). (Hozzáférés: 2013. június 26.)
- ↑ 21:  Sukhadeo Thorat & Narender Kumar. B.R. Ambedkar:perspectives on social exclusion and inclusive policies. New Delhi: Oxford University Press (2008)
- ↑ 22:  B.R. Ambedkar. Dr. Babasaheb Ambedkar, writings and speeches, Volume 1. Education Dept.,Govt.of Maharashtra (1979)
- ↑ 23:  Dr. Babasaheb Ambedkar. Maharashtra Navanirman Sena. [2011. május 10-i dátummal az eredetiből archiválva]. (Hozzáférés: 2010. december 26.)
- ↑ 24:  The lies of Manu
- ↑ 25:  Annihilating caste
- ↑ 26:  (keer) Keer, Dhananjay. Dr. Ambedkar : life and mission, 3rd ed., Bombay: Popular Prakashan Private Limited, 136–140. o. (1990). ISBN 8171542379
- ↑ 27:  (Round Table Conference 1930 – 1932) „Round Table Conference 1930 – 1932”. [2013. november 3-i dátummal az eredetiből archiválva] (Hozzáférés: 2013. április 3.)
- ↑ 28:  name="Round Table Conference 1930 – 1932. Dr. Ambedkar attended all three Round Table Conferences, where as Gandhi attended only 2nd RTC and did not participate in the 3rd RTC (Round Table Conferences (India)(wd)) because Dr. Ambedkar’s demand for separate electorate for Untouchables was accepted. Gandhi was unable to establish any evidence for Untouchables to keep them as Hindus, Gandhi came back to India and went on his fast-unto-death against Untouchable's demand for separate electorate to escape caste-based untouchability. Gandhi's satyagraha drama mobilized caste-Hindus against Dr. Ambedkar and his people and forced them to discuss the Poona Pact in 1932 to give up Communal Award which gave Untouchables to get out of caste-based discrimination.
- ↑ 29:   (2012) „A Part That Parted”. Outlook India, Kiadó: The Outlook Group. (Hozzáférés: 2012. augusztus 12.)
- ↑ 30:  „Gandhi’s Epic Fast”
- ↑ 31:  (Columbia5) Pritchett, Frances: In the 1930s (PHP). [2006. szeptember 6-i dátummal az eredetiből archiválva]. (Hozzáférés: 2006. augusztus 2.)
- ↑ 32:   Dr Ambedkar and Untouchability: Analysing and Fighting Caste. London: C. Hurst & Co. Publishers, 76–77. o. (2005). ISBN 1850654492
- ↑ 33:  (Mungekar) Mungekar, Bhalchandra (2011. július 16.). „Annihilating caste”. Frontline 28 (11). (Hozzáférés: 2013. július 18.)
- ↑ 34:  (NYT01) Deb, Siddhartha, "Arundhati Roy, the Not-So-Reluctant Renegade", New York Times Magazine, March 5, 2014. Hozzáférés ideje: 2014-03-05.
- ↑ 35:  (autogenerated2)  Dr Ambedkar and Untouchability: Analysing and Fighting Caste. London: C. Hurst & Co. Publishers, 5. o. (2005). ISBN 1850654492
- ↑ 36:  (Ambedkar) Ambedkar, Bhimrao Ramji. Chapter X: Social Stagnation, Pakistan or the Partition of India. Bombay: Thackers Publishers, 215–219. o. (1946). Hozzáférés ideje: 2009. október 8.
- ↑ 37:  Some Facts of Constituent Assembly. Parliament of India. National Informatics Centre. [2011. május 11-i dátummal az eredetiből archiválva]. (Hozzáférés: 2011. április 14.) „On 29 August 1947, the Constituent Assembly set up an Drafting Committee under the Chairmanship of B. R. Ambedkar to prepare a Draft Constitution for India”
- ↑ 38:  Granville Austin: The Indian Constitution: Cornerstone of a Nation. (hely nélkül): Oxford University Press. 1999.
- ↑ 39:  „Constituent Assembly Debates Clause wise Discussion on the Draft Constitution 15th November 1948 to 8th January 1949” (Hozzáférés: 2012. január 12.)
- ↑ 40:  (Sheth) Sheth, D. L. (1987. november 1.). „Reservations Policy Revisited”. Economic and Political Weekly 22, 1957–1962. o. (Hozzáférés: 2013. október 10.)
- ↑ 41:  Constitution of India. Ministry of Law and Justice of India. [2014. október 22-i dátummal az eredetiből archiválva]. (Hozzáférés: 2013. október 10.)
- ↑ 42:   Woman, Her History and Her Struggle for Emancipation. Chennai: Bharathi Puthakalayam, 297–298. o. (2009). ISBN 8189909975
- ↑ 43:   The Politics of Caste Identity, The Cambridge Companion to Modern Indian Culture, illustrated, Cambridge Companions to Culture, Cambridge University Press, 93. o. (2012). ISBN 0521516250
- ↑ 44:  Ramachandra Guha. India After Gandhi: The History of the World's Largest Democracy, 156. o. (2008). ISBN 978-0-06-095858-9
- ↑ 45:  Statistical Report On General Elections, 1951 to The First Lok Sabha: List of Successful Candidates. Election Commission of India. (Hozzáférés: 2014. június 24.)
- ↑ 46:  Rajya Sabha Website: Alphabetical List of All Members of Rajya Sabha Since 1952. [2019. február 14-i dátummal az eredetiből archiválva]. (Hozzáférés: 2014. december 10.) „Serial Number 69 in the list”
- ↑ 47:  (Jamanadas) Jamanadas, Dr. K.: Kashmir Problem From Ambedkarite Perspective. ambedkar.org. (Hozzáférés: 2013. szeptember 17.)
- ↑ 48:  Sehgal, Narender. Chapter 26: Article 370, Converted Kashmir: Memorial of Mistakes [archivált változat]. Delhi: Utpal Publications (1994). Hozzáférés ideje: 2013. szeptember 17. [archiválás ideje: 2013. szeptember 5.] Archiválva 2013. szeptember 5-i dátummal a Wayback Machine-ben
- ↑ 49:  Tilak: Why Ambedkar refused to draft Article 370. Indymedia India. [2004. február 7-i dátummal az eredetiből archiválva]. (Hozzáférés: 2013. szeptember 17.)
- ↑ 50:  (IEA) IEA. DR. B.R. AMBEDKAR’S ECONOMIC AND SOCIAL THOUGHTS AND THEIR CONTEMPORARY RELEVANCE, IEA NEWSLETTER The Indian Economic Association(IEA) [archivált változat]. India: IEA publications, 10. o.. Hozzáférés ideje: 2014. december 10. [archiválás ideje: 2013. október 16.]
- ↑ 51:  (TNN) TNN. „'Ambedkar had a vision for food self-sufficiency'”, The Times of India , 2013. október 15. (Hozzáférés: 2013. október 15.)
- ↑ 52:  (Mishra) Mishra, edited by S.N.. Socio-economic and political vision of Dr. B.R. Ambedkar. New Delhi: Concept Publishing Company, 173–174. o. (2010). ISBN 818069674X
- ↑ 53:  (Sarode) Sarode, Jayashri Purushottam (2013. március 1.). „Impact of Dr. B.R. Ambdekar's thoughts on Indian Economy”. International Indexed & Refereed Research Journal IV (42). [2013. október 16-i dátummal az eredetiből archiválva]. (Hozzáférés: 2013. október 15.)
- ↑ 54:  (Zelliot Ambedkar and America) Zelliot, Eleanor. „Dr. Ambedkar and America”, A talk at the Columbia University Ambedkar Centenary  (Hozzáférés: 2013. október 15.)
- ↑ 55:  (Ingle M R) Ingle, M R (2010. szeptember 1.). „RELEVANCE OF DR. AMBEDKAR’S ECONOMIC PHILOSOPHY IN THE CURRENT SCENARIO”. International Research Journal I (12). [2013. október 20-i dátummal az eredetiből archiválva]. (Hozzáférés: 2013. október 19.)
- ↑ 56:  (autogenerated3) [halott link]
- ↑ 57:  http://www.onlineresearchjournals.com/aajoss/art/60.pdf
- ↑ 58:  (autogenerated1) https://web.archive.org/web/20130228060022/http://drnarendrajadhav.info/drnjadhav_web_files/Published%20papers/Dr%20Ambedkar%20Philosophy.pdf
- ↑ 59:  Round Table India | The Problem of the Rupee: Its Origin And Its Solution (History Of Indian Currency & Banking)
- ↑ 60:  Columbia Law School : Ambedkar Lecture Series to Explore Influences on Indian Society
- ↑ 61:  (Columbia6) Pritchett, Frances: In the 1940s. (Hozzáférés: 2012. június 13.)
- ↑ 62:  Cohen, Stephen P. (1969. május 1.). „The Untouchable Soldier: Caste, Politics, and the Indian Army”. The Journal of Asian Studies 28 (3), 460. o. DOI:10.2307/2943173. (csak előfizetőknek)
- ↑ 63:  (Sanghara kshita) Sangharakshita. Milestone on the Road to conversion, Ambedkar and Buddhism, 1st South Asian, New Delhi: Motilal Banarsidass Publishers, 72. o. (2006). ISBN 8120830237. Hozzáférés ideje: 2013. július 17.
- ↑ 64:  (Columbia7) Pritchett, Frances: In the 1950s (PHP). [2006. június 20-i dátummal az eredetiből archiválva]. (Hozzáférés: 2006. augusztus 2.)
- ↑ 65:  (Docker)  Rethinking Gandhi and Nonviolent Relationality: Global Perspectives, Routledge studies in the modern history of Asia. London: Routledge, 257. o. (2007). ISBN 0415437407. OCLC 123912708
- ↑ 66:  (Quack)  Disenchanting India: Organized Rationalism and Criticism of Religion in India. Oxford University Press, 88. o. (2011). ISBN 0199812608. OCLC 704120510
- ↑ 67:  Online edition of Sunday Observer – Features. Sundayobserver.lk. Hozzáférés ideje: 12 August 2012.
- ↑ 68:  Buddha or Karl Marx – Editorial Note in the source publication: Babasaheb Ambedkar: Writings and Speeches, Vol. 3. Ambedkar.org. Hozzáférés ideje: 12 August 2012.
- ↑ 69:  „Life of Babasaheb Ambedkar”
- ↑ 70:  (Sangharakshita 2006 162–163) Sangharakshita. After Ambedkar, Ambedkar and Buddhism, First South Asian Edition, New Delhi: Motilal Banarsidass Publishers Pvt. Ltd, 162–163. o. [1986] (2006). ISBN 81-208-3023-7
- ↑ 71:  Smith, edited by Bardwell L.. Religion and social conflict in South Asia. Leiden: Brill, 16. o. (1976). ISBN 9004045104
- ↑ 72:  (Detlef Kantowsky 2003) Detlef Kantowsky. Buddhists in India today:descriptions, pictures, and documents. Manohar Publishers & Distributors (2003)
- ↑ 73:  „President, PM condole Savita Ambedkar's death”, The Hindu, 2003. május 30.
- ↑ 74:  Kshīrasāgara, Rāmacandra. Dalit movement in India and its leaders, 1857–1956. New Delhi: M D Publications pvt Ltd (1994)
- ↑ 75:  „maharashtrapoliticalparties”. [2012. augusztus 18-i dátummal az eredetiből archiválva] (Hozzáférés: 2012. január 12.)
- ↑ 76:  (parliamentofindia.nic.in) „Biographical Sketch, Member of Parliament, 13th Lok Sabha”, parliamentofindia.nic.in
- ↑ 77:  „Baba Saheb”. [2006. május 5-i dátummal az eredetiből archiválva] (Hozzáférés: 2006. június 29.)
- ↑ 78:  „Homage to Dr Ambedkar: When all roads led to Chaityabhoomi”
- ↑ 79:  Ganguly, Debanji. Buddha, bhakti and 'superstition': a post-secular reading of dalit conversion, Caste, Colonialism and Counter-Modernity: : notes on a postcolonial hermeneutics of caste. Oxon: Routledge, 172–173. o. (2005). ISBN 0-415-34294-5
- ↑ 80:  Barbara R. Joshi. Untouchable!: Voices of the Dalit Liberation Movement. Zed Books, 11–14. o. (1986)
- ↑ 81:  D. Keer. Dr. Ambedkar: Life and Mission. Popular Prakashan, 61. o. (1990)
- ↑ 82:  Susan Bayly. Caste, Society and Politics in India from the Eighteenth Century to the Modern Age. Cambridge University Press, 259. o. (2001)
- ↑ 83:   Buddhist Developments in East and West Since 1950: An Outline of World Buddhism and Ambedkarism Today in Nutshell, Thoughts and philosophy of Doctor B.R. Ambedkar, First, New Delhi: Sarup & Sons, 12. o. (2003). ISBN 81-7625-418-5. OCLC 53950941
- ↑ 84:  IBN: The Greatest Indian after Independence: BR Ambedkar. IBNlive, 2012. augusztus 15. [2012. november 6-i dátummal az eredetiből archiválva]. (Hozzáférés: 2014. december 10.)
- ↑ 85:  historyindia: The Greatest Indian. historyindia. [2012. augusztus 8-i dátummal az eredetiből archiválva]. (Hozzáférés: 2014. december 10.)
- ↑ 86:  (Planning Commission) Planning Commission: Member's Profile : Dr. Narendra Jadhav. Government of India. [2013. október 23-i dátummal az eredetiből archiválva]. (Hozzáférés: 2013. október 17.)
- ↑ 87:  (PISHAROTY) PISHAROTY, SANGEETA BAROOAH. „Words that were”, The Hindu , 2013. május 26. (Hozzáférés: 2013. október 17.)
- ↑ 88:  https://www.youtube.com/watch?v=NhgBUgfrw0c
- ↑ 89:  Ambedkar my father in Economics: Dr Amartya Sen « Atrocity News
- ↑ 90:  The_Messiah_Volume_2 , pg 23.http://www.oshorajneesh.com/download/osho-books/western_mystics/The_Messiah_Volume_2.pdf
- ↑ 91:  Barack Obama's speech in Parliament https://web.archive.org/web/20141005190254/http://www.declarationofempathy.org/u-s-president-barack-obama-on-dr-b-r-ambedkar/.
- ↑ 92:  „One lakh people convert to Buddhism”, The Hindu, 2007. május 28.. [2007. június 21-i dátummal az eredetiből archiválva] (Hozzáférés: 2014. december 10.)
- ↑ 93:  (Michael 1999), p. 65, notes that "The concept of Ambedkar as a Bodhisattva or enlightened being who brings liberation to all backward classes is widespread among Buddhists." He also notes how Ambedkar's pictures are enshrined side-to-side in Buddhist Vihars and households in India|office = Labour Member in Viceroy's Executive Council n Buddhist homes.
- ↑ 94:  „Magazine / Land & People: Ambedkar in Hungary”, The Hindu, 2009. november 22.. [2010. április 17-i dátummal az eredetiből archiválva] (Hozzáférés: 2010. július 17.)
- ↑ 113:  http://domov.sme.sk/c/20151288/urad-chcel-zo-studenta-gymnazia-zosady-urobit-murara.html
- ↑ 114:  http://www.ambedkar.hu/m1-hirado-2016-aprilis-14/ Archiválva 2016. október 11-i dátummal a Wayback Machine-ben

### Magyar nyelven
- ↑ 105:  Buddhapest: A 2011-es népszámlálás buddhistákra vonatkozó adatai. www.buddhapest.hu (Hozzáférés: 2014. december 10.)
- ↑ 106:  Dr. Ámbédkar Iskola. www.ambedkar.hu (2014)  (Hozzáférés: 2014. december 10.)
- ↑ 107:  Kisebbségi konferencia. kisebbsegikonferencia.ektf.hu (Hozzáférés: 2014. december 10.) arch
- ↑ 108:  Állami kegy az egyházi státusz.  NÉPSZAVA online,   (2012. február 10.)  arch Hozzáférés: 2014. december 10.
- ↑ 109:  http://www.dalit.hu/a-gyerekek-botokat-fognak-es-kommandost-jatszanak

### Magyarul
- Sangharakshita: Az egyenlőség evangéliuma. A buddhizmus újjászületése Indiában. Ámbédkar és a buddhizmus; ford. Agócs Tamás, szerk., függelékford. Derdák Tibor; Dzsaj Bhím Triratna Buddhista Közösség, Alsózsolca, 2017